# Parque estatal Ricketts Glen
El Ricketts Glen State Park es un parque provincial ubicado en Pensilvania, Estados Unidos, específicamente en los condados de Columbia, Luzerne y Sullivan.
Está incluido en el programa federal National Natural Landmark, orientado a la conservación del patrimonio natural estadounidense, y es especialmente notable por su antiguo bosque maduro y sus veinticuatro cascadas a lo largo del arroyo Kitchen Creek, que fluyen hacia la escarpa de Allegheny Front, desde la meseta de Allegheny a Valley and Ridge. El parque está cerca del distrito de Benton en la Ruta 118 de Pensilvania y la Ruta 487 de Pensilvania, y se encuentra repartido entre cinco municipios: Sugarloaf, en el condado de Columbia; Fairmount y Ross, en el condado de Luzerne; y Colley y Davidson, en el condado de Sullivan. 
La superficie cubierta por el parque estuvo habitada por los nativos americanos. Entre 1822 y 1827 se construyó una autopista de peaje a lo largo del curso del PA 487, en donde dos ocupantes ilegales talaron cerezos para fabricar estructuras para camas entre 1830 y 1860. De 1873 a 1903 las cascadas del parque eran una de las principales atracciones de un hotel construido en la zona. 
El nombre del parque provino del propietario del hotel, R. Bruce Ricketts, responsable de edificar una pista a lo largo de las cascadas. En la década de 1890, Ricketts era propietario de más de 320 km², e hizo una fortuna al talar casi toda la tierra arable incluida gran parte de lo que hoy en día es el parque. No obstante, optó por conservar aproximadamente 810 ha de bosque virgen en tres cañadas de la ensenada. Tras su muerte en 1918, los herederos de Ricketts empezaron a vender las tierras restantes al estado de Pensilvania.
Los planes para convertir Ricketts Glen en un parque nacional en la década de 1930 terminaron por culpa de problemas presupuestarios y de la Segunda Guerra Mundial; Pensilvania comenzó a comprar la tierra en 1942 y abrió por completo el Parque Estatal Ricketts Glen en 1944. La Estación de la Fuerza Aérea Benton, una instalación de radar de la Guerra Fría que hay en el parque, funcionó desde 1951 hasta 1975 y todavía sirve como radar del aeropuerto para el cercano Wilkes-Barre y como Centro del Cuerpo de Trabajo de Red Rock. Entre otras mejoras producidas desde la creación del parque estatal se cuentan una nueva presa para el lago Jean de 99 ha, la ruptura de otras dos presas construidas por Ricketts, modificaciones de senderos y una torre de vigilancia contra incendios. En 1999, el huracán Floyd cerró brevemente el parque y derribó miles de árboles. La tala con helicópteros protegió el ecosistema mientras se extraía madera por un valor de casi siete millones de dólares, parte de los cuales pagaron una nueva oficina del parque en 2001.
El parque ofrece rutas de senderismo, diez cabañas, zonas de acampadas (una de ellas, en una península en el lago), paseos a caballo y caza. El lago Jean se utiliza para nadar, pescar, navegar en canoa y kayak. En invierno se puede practicar esquí de fondo, pesca en el hielo en el lago y escalada en hielo en las cataratas congeladas. El Área Natural de Glens tiene ocho cataratas con nombre en Glen Leigh y diez en Ganoga Glen, que se unen en Waters Meet; río abajo en Ricketts Glen hay de cuatro a seis cataratas con nombre. El parque tiene cuatro formaciones rocosas de los períodos Devónico y Carbonífero, y es el hábitat de una amplia variedad de plantas y animales. Fue nombrado Área Importante para las Aves por la Sociedad Audubon de Pensilvania y también es un Área Importante para los Mamíferos. El Parque Estatal Ricketts Glen fue elegido por el Departamento de Conservación y Recursos Naturales de Pensilvania (DCNR) y su Oficina de Parques Estatales como uno de los "25 parques estatales imperdibles de Pensilvania".